# Arthrotardigrada
Arthrotardigrada là một bộ của ngành Tardigrada, lần đầu tiên được miêu tả bởi Marcus vào năm 1927.

## Các họ
- Anisonychidae[4]
- Archechiniscidae
- Batillipedidae
- Coronarctidae
- Halechiniscidae
- Neoarctidae
- Neostygarctidae
- Renaudarctidae
- Stygarctidae
- Styraconyxidae
- Tanarctidae